# كيم جين وو (موسيقي)
كيم جين وو (هانغل: 김진우) (مواليد 26 سبتمبر 1991 في جولا الجنوبية)، هو مغني وممثل كوري جنوبي بدأ مسيرته الفنية عام 2010.

## روابط خارجية
- كيم جين وو على موقع ميوزك برينز (الإنجليزية)